# 橋本駅 (福岡県)

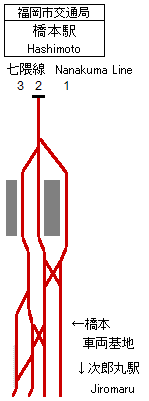
配線図

橋本駅 （はしもとえき）は、福岡県福岡市西区橋本二丁目にある、福岡市地下鉄七隈線の駅。同線の起点であり、日本最西端の地下鉄駅である。駅番号はN01。
福岡市地下鉄の駅としては数少なく併設の駐輪場が無料となっており、七隈線の終着駅として遠方からの集客に考慮している。
駅のシンボルマークは空港線・箱崎線のシンボルマークをデザインした西島伊三雄が2001年に死去したため、それ以前に描かれていた原案を元に、息子で同じくグラフィックデザイナーの西島雅幸が完成させた。かつて橋本に「紅葉八幡宮」があったことにちなみ、この地から臨む飯盛山にモミジを組み合わせデザインした。駅識別カラーは   DIC-121（系統色名:あざやかな黄赤）で、薬院大通駅・金山駅・櫛田神社前駅と共通。
管区駅長所在駅で、橋本管区駅として当駅 - 茶山間を管理しているが、日本通運福岡支店が駅業務を受託する業務委託駅である。

## 歴史
- 2000年（平成12年）4月22日 - 2001年（平成13年）2月5日：設計期間（実施設計者:西島建築設計事務所）[1]
- 2002年（平成14年）11月27日 - 2004年（平成16年）5月31日：施工期間（施工者:フジタ・古賀 建設工事共同企業体）[1]
- 2005年（平成17年）2月3日：開業。開業時から業務委託駅[5]。
- 2019年（平成31年）4月1日：茶山駅の管理が天神南管区駅から移管される[6][7]。

## 駅構造
単式1面1線と島式1面2線の複合3線ホームを持つ地下駅。単式ホームは降車専用。
| 地階    | 出入口                           | 出入口                                     |
| 地下1階 | コンコース階                     | コンコース、案内所、自動券売機、自動改札口 |
| 地下1階 | コンコース階                     | トイレ（改札内）                           |
| 地下2階 | 1番ホーム                        | ■七隈線 博多方面（次郎丸駅）→              |
| 地下2階 | 島式ホーム，ホーム側のドアが開く |                                            |
| 地下2階 | 2番ホーム                        | ■七隈線 博多方面（次郎丸駅）→              |
| 地下2階 | 3番ホーム                        | ■七隈線 降車専用ホーム、到着後回送→        |
| 地下2階 | 単式ホーム，左側のドアが開く     |                                            |

- 各階の面積は地上371平方メートル、地下1階4,359平方メートル、地下2階4,841平方メートル[1]。
- 屋根のラウンドフォルムは（当駅のシンボルマークにもなっている）飯盛山の山並みをイメージしてデザインされた[1]。
- 利用者の目に止まる箇所に使用される「個性化壁」は、岩肌のような[1]青緑色の粘板岩（ストリーキーベルデ、400mm×400mm×厚14mm）を採用[8]。

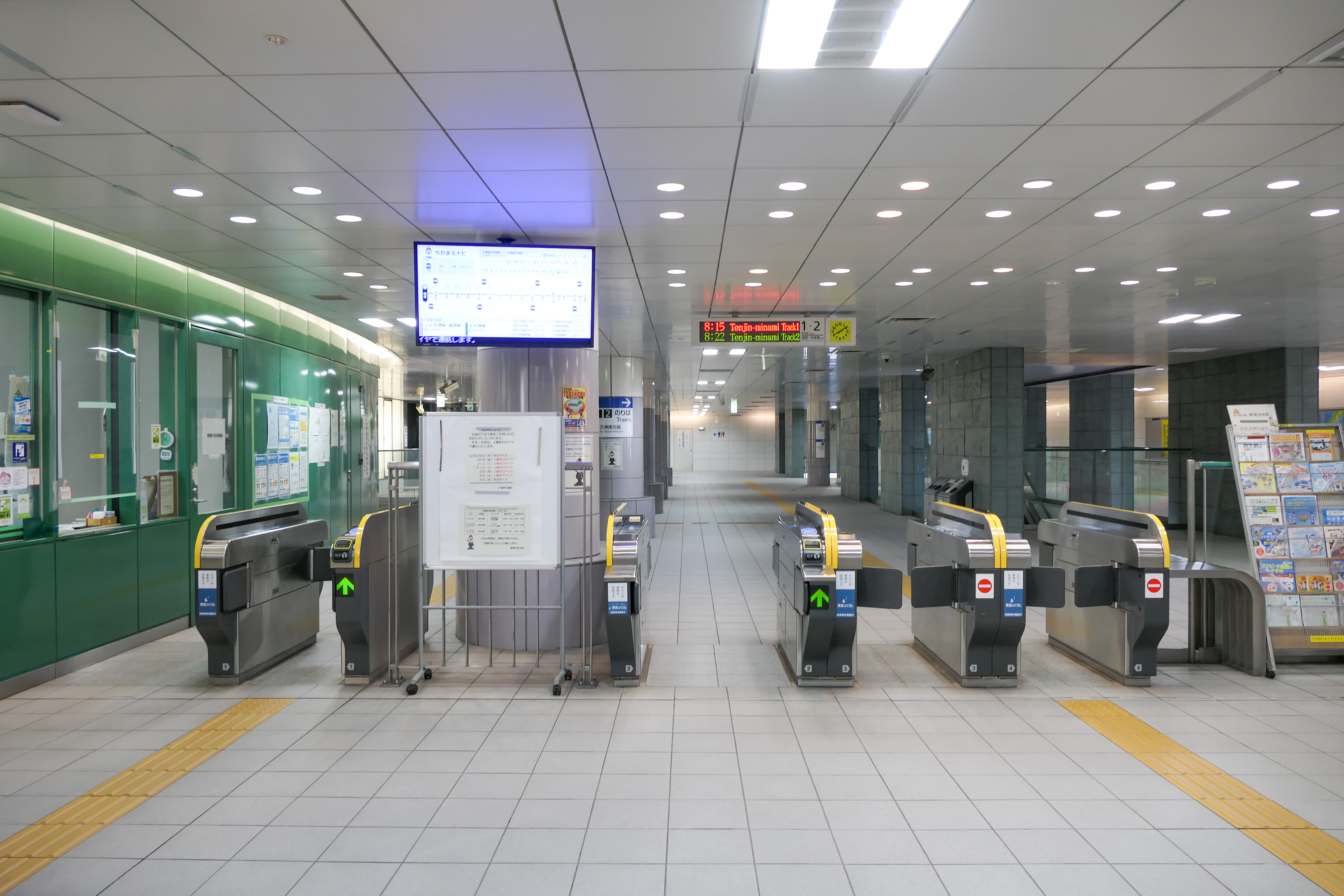
改札口（2022年12月）
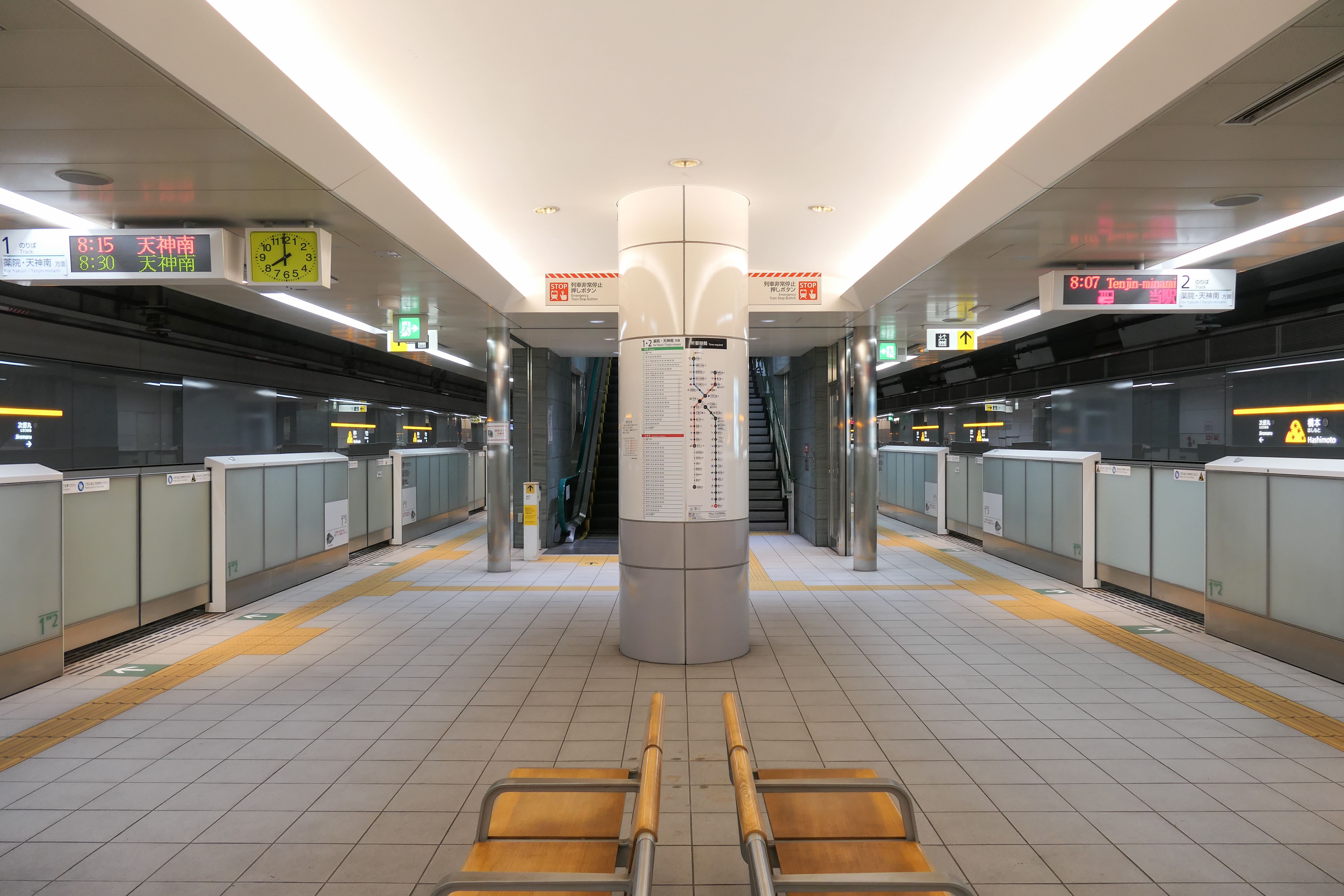
ホーム（2022年12月）
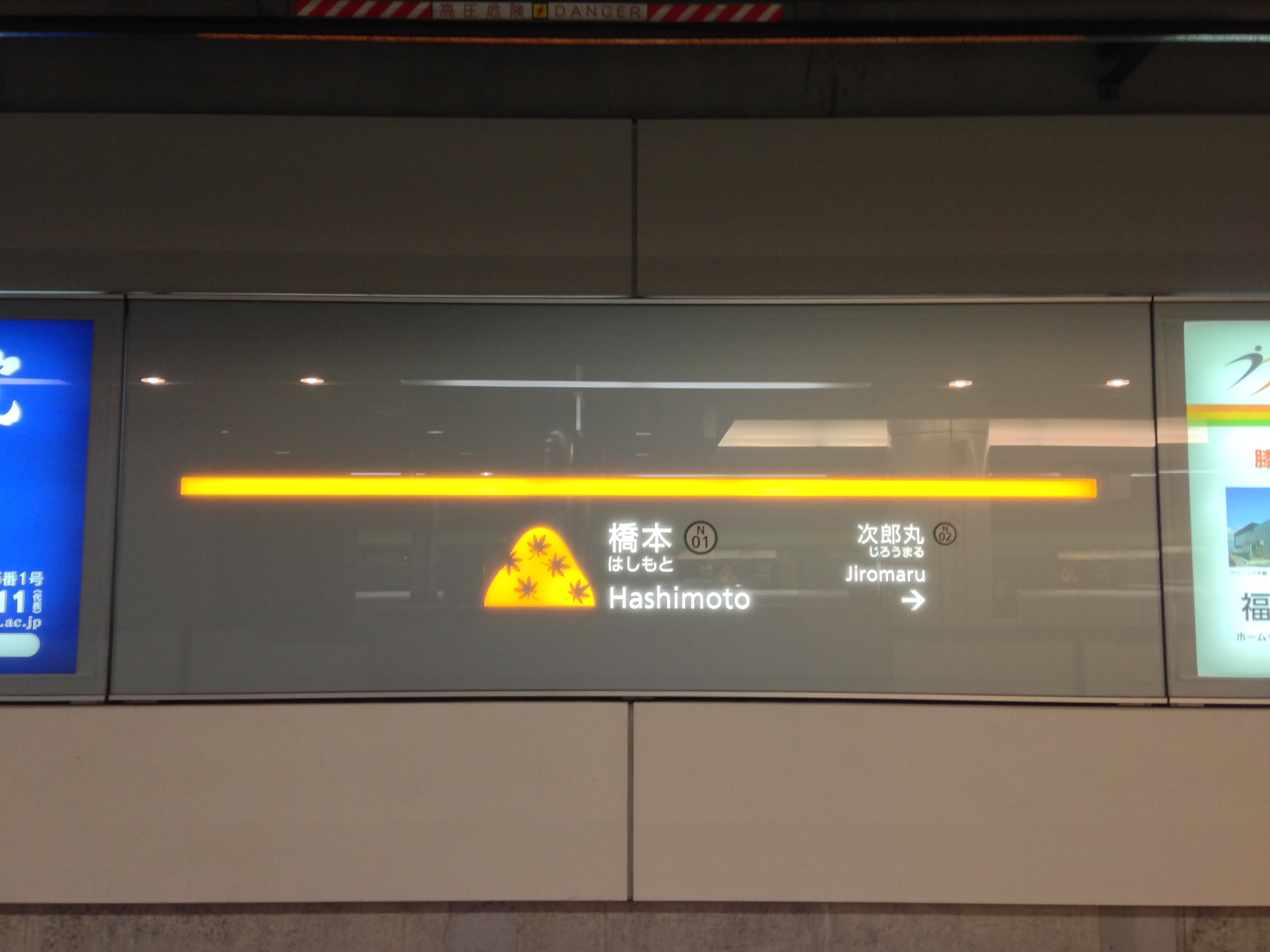
駅名標（2016年7月）

## 利用状況
2023年度の1日平均乗車人員は4,284人である。
開業以降の1日平均乗車人員の推移は下表のとおりである。
| 年度               | 1日平均 乗車人員 |
| ------------------ | ---------------- |
| 2004年（平成16年） | 2,326            |
| 2005年（平成17年） | 1,602            |
| 2006年（平成18年） | 1,900            |
| 2007年（平成19年） | 2,059            |
| 2008年（平成20年） | 2,110            |
| 2009年（平成21年） | 2,401            |
| 2010年（平成22年） | 2,529            |
| 2011年（平成23年） | 3,415            |
| 2012年（平成24年） | 3,497            |
| 2013年（平成25年） | 3,776            |
| 2014年（平成26年） | 3,919            |
| 2015年（平成27年） | 4,041            |
| 2016年（平成28年） | 4,182            |
| 2017年（平成29年） | 4,320            |
| 2018年（平成30年） | 4,382            |
| 2019年（令和元年） | 4,361            |
| 2020年（令和2年）  | 3,069            |
| 2021年（令和3年）  | 3,284            |
| 2022年（令和4年）  | 3,580            |
| 2023年（令和5年）  | 4,284            |

## 駅周辺
駅の南東すぐの地上に、七隈線の橋本車両基地が置かれており、駅前には国道202号バイパス（福岡外環状道路）が通っている。駅周辺は開業当初は都市計画法上の市街化調整区域となっており民家や田畑が広がっていたが、徐々に市街化区域への編入と開発が進んでおり、2011年4月15日には駅東側に大型商業施設（木の葉モール橋本）が開業した。
駅周辺のバス停留所・一般車などの乗降場などの駅前整備は充実しており、今後、駅前周辺道路の整備と併せて、現在は途上であるが、発展が期待されている。
既成の市街地は駅からやや離れて立地し、駅から直線距離約200m先には壱岐団地、駅から直線距離500m先には室住団地や有田団地がある。また駅から直線距離300m先にはミスターマックスが存在し、さらに福岡外環状道路を姪浜方面に進むとエディオンとグッデイ、MEGAドン・キホーテ福岡福重店などの大型店舗がひしめく。

### 周辺施設
- 七隈線橋本車両基地
- 木の葉モール橋本
- ニトリ福岡西店
- 国道202号福岡外環状道路
- 橋本田園スポーツ広場
- 橋本八幡宮
- 須賀神社
- 橋本公園
- 福岡市立壱岐南小学校
- 福岡市立壱岐東小学校
- 福岡市立壱岐丘中学校
- 西鉄壱岐営業所
- 西部運動公園
- 野方遺跡
- ミスターマックス 橋本店
- ホームセンターグッデイ 西福岡店
- MEGAドン・キホーテ福岡福重店

## バス路線

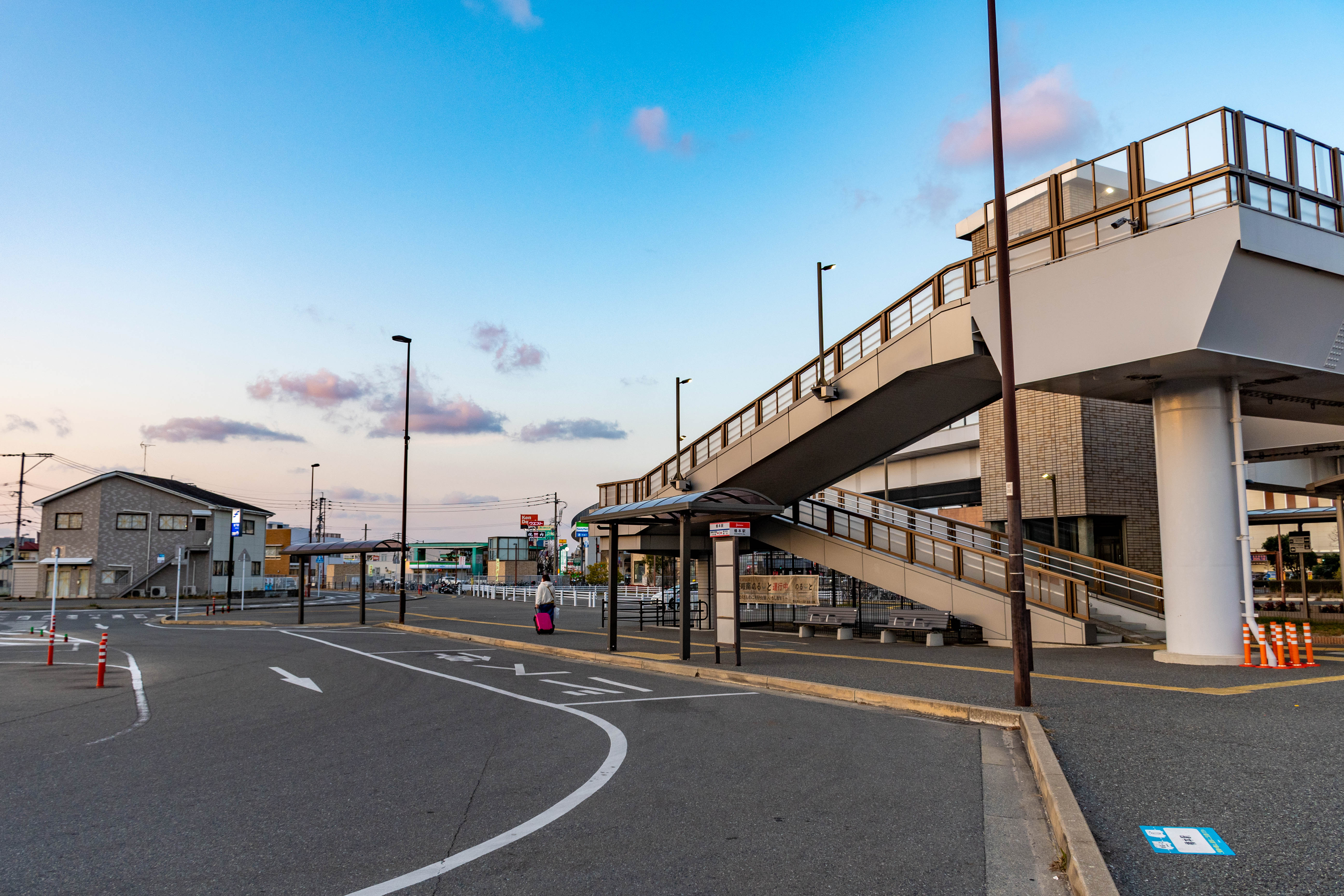
駅前バス停（2023年1月）

### 現行路線
特記以外西鉄バス。駅横のロータリーより発車。なお、ロータリーの脇の道路南側には、木の葉モール橋本前バス停が置かれ、こちらも利用可能。（路線は2025年3月15日現在（太字は終点停留所））

#### 橋本駅バス停
- 行先番号1番 - 橋本駅→（野方→）橋本→新室見→姪浜駅南口→藤崎→医療センター場内
- 行先番号1番 - 橋本駅→藤ヶ丘団地→羽根戸→金武車庫
- 行先番号1-4番 - 橋本駅→内浜西区役所→姪浜駅南口
- 行先番号1-4番 - 橋本駅→野方→生松台→ウエストヒルズ→中村→姪浜駅南口（生松台方面は野方から1-6として運行）
- 福岡西鉄タクシー・橋本駅循環ミニバス

#### 木の葉モール橋本前バス停
- 行先番号208番 - 木の葉モール橋本前→講倫館高校前→原→六本松→天神→キャナルシティ博多前→博多駅
- 行先番号208番 - 木の葉モール橋本前→野方

### 廃止路線
橋本駅循環バス - 社会実験で2012年1月28日までの試行運行であった路線。上記のバスとは別の乗り場から発着していた。運賃は200円均一で、西鉄が運行していたが、西鉄の発行する定期券の利用は不可であった。
- 無番・ルートA - 壱岐団地方面循環（反時計回りのみ）
- 無番・ルートB - 野方三丁目方面循環（時計回りのみ）

その後、一部ルート改変のうえ、2013年12月1日より2014年5月31日まで再び運行した。
- 無番・橋本駅前→野方（営業所）→生松台入口→野方台→藤ヶ丘団地→野方（営業所）→橋本駅前

姪浜フィーダー線 - 1-2番は2017年6月10日改正で一部経路変更の上、1-6番へ改番した。
- 行先番号1-2番 - 橋本駅→野方→生松台→ウエストヒルズ→宮の前団地→福重→姪浜駅南口
- 行先番号なし - 橋本駅→野方（時刻表上は1-2番になっている便もあるが、実際は無番。）

- 行先番号208番 - 木の葉モール橋本前→講倫館高校前→原→六本松→天神→那の津四丁目
- 行先番号208番 - 木の葉モール橋本前→講倫館高校前→原→六本松→天神→（都市高速経由野方方面）

## 隣の駅
福岡市交通局
 七隈線
橋本駅 (N01) - 次郎丸駅 (N02)